# (82332) Las Vegas
(82332) Las Vegas est un astéroïde de la ceinture principale.

## Description
(82332) Las Vegas est un astéroïde de la ceinture principale. Il fut découvert le 15 juin 2001 à l'Observatoire Palomar par le programme NEAT. Il présente une orbite caractérisée par un demi-grand axe de 2,56 UA, une excentricité de 0,04 et une inclinaison de 21,9° par rapport à l'écliptique.

## Compléments